# Joel King
Joel Bruce King (ur. 30 października 2000 w Figtree) – australijski piłkarz występujący na pozycji obrońcy w Sydney FC.

## Kariera klubowa
Swoją karierę rozpoczął w 2018 w zespole Sydney FC Youth, czyli juniorskiej ekipie Sydney FC, rywalizującej w stanowych rozgrywkach National Premier Leagues NSW (Nowa Południowa Walia). W sezonie 2018/2019 został włączony do pierwszej drużyny Sydney, a w A-League zadebiutował 27 kwietnia 2019 w przegranym 0:2 meczu z Newcastle United Jets FC. W debiutanckim sezonie zdobył z zespołem mistrzostwo A-League. Sukces powtórzył również w kolejnej edycji rozgrywek.
W styczniu 2022 został zawodnikiem duńskiego Odense Boldklub. Swój pierwszy mecz w Superligaen rozegrał 20 lutego 2022 przeciwko FC København (0:2). W sezonie 2021/2022 zajął z klubem 8. miejsce w lidze. W lutym 2023 został wypożyczony do Sydney FC, a w lipcu tego samego roku przeszedł do tego klubu na zasadzie transferu definitywnego.

## Kariera reprezentacyjna
W 2021 otrzymał powołanie do drużyny U-23 na Letnie Igrzyska Olimpijskie 2020, na których wystąpił w pojedynkach z Argentyną (2:0), Hiszpanią (0:1) i Egiptem (0:2), Australia zaś odpadła z rozgrywek po fazie grupowej.
W reprezentacji Australii zadebiutował 27 stycznia 2022 w wygranym 4:0 meczu el. do MŚ 2022 z Wietnamem. W tym samym roku został powołany do kadry na mistrzostwa świata, nie zagrał jednak na nich w żadnym spotkaniu, a Australia zakończyła turniej na 1/8 finału.